# 比尔·克林顿弹劾案
克林顿弹劾案是指美国第42任总统比尔·克林顿于1998年12月19日被美国众议院弹劾的一件案件，其罪名包括伪证罪和妨碍司法公正。此外，包括另一个伪证罪和滥用职权在内的另外两个罪名在众议院表决中未获通过。此次弹劾源起于莱温斯基丑闻和普拉·琼斯針对克林顿涉及對她性侵犯的诉讼。
1999年2月12日，美国参议院对克林顿弹劾案进行宣判，宣判采取三分之二多数的表决方式，最终只有45名参议员（在全部100名中）认为克林顿的伪证罪成立，50名参议员表决认为他妨碍司法公正的罪名成立，均未达到三分之二多数。因此参议院宣判克林顿无罪。克林顿保住總統一職，差17票就要遭到罢免。
众参两院的表决有很大的偏袒性。在众议院，有5个民主党人投票支持弹劾。而在参议院，由于共和党拥有55个席位，所以没有任何一个民主黨参议员投票支持弹劾。有十名共和黨參議員投票反對彈劾。
这是美国历史上第二次总统弹劾案，首次弹劾案是发生于1868年的安德鲁·约翰逊弹劾案。有所不同的是，约翰逊仅以1票之差避免了被参议院宣判有罪而受到罢免。

## 独立司法取证
对克林顿的指控来自于独立检察官肯·斯塔尔（Ken Starr）的调查报告。从处理白水门事件开始，在美国司法部长珍妮特·雷诺（Janet Reno）的授权下，斯塔尔开始了对克林顿的大范围调查工作。调查的内容包括克林顿在开除白宫旅游代理人一事中滥用职权，不正当使用联邦调查局档案以及在由普拉·琼斯（Paula Jones）提出的克林顿性骚扰案中克林顿的表现。在审判中，法官面对克林顿的辩解要求提供对于“性关系”准确而合法的定义。一条被多次引用的，来自克林顿的大陪审团的声明让斯塔尔发现了克林顿发言中的一个破绽——“is”一词使用似乎并不准确。克林顿声称“我们之间什么都没有发生（there's nothing going on between us）” 。这句话的真实与否取决于对“is”一词的理解。克林顿本人也曾对这一词的理解发表过声明，并认为他所说的一切都是真实的、可信的。后来斯塔尔又从电脑的硬盘中和与莱温斯基的电子邮件中找到了更多说明克林顿用词不准确的证据。基于他具有争议的调查结论，斯塔尔认为克林顿撒了谎。斯塔尔向国会呈交了一份冗长的文件（即斯塔尔报告），同时将这份充满露骨描述的报告登载在网上。不过这份报告却立即成为人们诟病的对象。民主党认为斯塔尔花了7000万美金，却仅仅得到了一个谎言和一项妨碍司法公正的罪名。更多的批评者认为斯塔尔的报告过于政治化，因为这份报告违反律师道德的向媒体透露了一些偏向性的细节，并且这份报告包含了冗长的，并不适宜用于案件之中的露骨性描述。

## 1998年1月记者招待会
性丑闻谣言刚刚公开，便甚嚣尘上。克林顿被迫出面公开声明：“我和莱文斯基小姐并没有任何性关系。（I did not have sexual relations with that woman, Miss Lewinsky.）”而当普拉给出他的证据时，克林顿再次向公众发誓：“我从来没有和莫尼卡·莱文斯基有过性关系，我们两个是清白的。（I have never had sexual relations with Monica Lewinsky. I've never had an affair with her.）”不过数月之后，他又公开承认他和莱温斯基的关系是“错误的”、“不合适的”。莱温斯基多次为克林顿口交。

## 众议院弹劾
因为肯·斯塔尔已经提供了较为完整而广泛的调查，所以众议院司法委员会并未亲自对克林顿的自我辩解进行调查。这件事在1998年中期选举之前也并没有引起过多变故。然而在选举中，总统弹劾案成了重要的议题之一。在1998年11月的中期選舉，民主黨重新拿回了国会的部分席位，即使共和黨仍然控制國會。1994年的中期选举，克林顿領導的民主党大崩溃，虽然在1996年11月的大選又获得了8个席位，但仍然处于劣势。過去的美國總統一旦成功連任，在第六年任期的中期選舉，其政黨總會喪失議席，但這次卻不減反增。
虽然在1998年的中期选举之后，共和党依然拥有国会的多数席位，但此役中他们损失了不少席位。在中期选举之后不久，美國众议院議長，同时也是力主弹劾克林顿的人之一的纽特·金里奇发表声明。他在声明中说，一旦找到合适的继任者，他将立刻从国会辞职。1999年1月25日，金里奇兑现了他的诺言，正式从国会辞职。在弹劾讨论中，金里奇私下做的民意调查发现，克林顿的丑闻会使共和党在1998年的中期选举中获得6到30个额外的众议院席位。
弹劾进程在大选后的第105届美国国会落选人会议上正式开始。听证委员会的态度略显敷衍，但是场下的议员们却大有分庭抗礼之势。未上任的新闻发言人，鲍勃·利文斯顿议员（同时也是共和党选出的金里奇的继任者），在他自己的婚外情丑闻曝光之后发表声明放弃了他的候选人资格，并从国会辞职。但在这次声明中，利文斯顿也同时建议克林顿辞职。但克林顿选择继续留在白宫，并劝说利文斯顿收回辞职申请。在出版商拉里·弗林特的悬赏公布后，很多杰出的共和党成员（包括印第安纳州的丹·伯顿，爱达荷州的海伦·切诺维斯和伊利诺伊州的亨利·海德等）都被爆出婚外情丑闻。因此很多克林顿的支持者指责共和党的伪善。 
在H. Res. 611 （页面存档备份，存于）的基础上，克林顿的弹劾案由众议院于1998年12月19日通过（其中伪证罪以228对206通过，妨碍司法公正罪以221对212通过，而在普拉案中的伪证罪以205对229被否决，滥用职权罪以148对285否决）。4名共和党成员对四项指控均投了反对票，同时有5位民主党员投票支持其中的三项指控，甚至还有1位民主党员支持全部四项指控。克林顿因此成为美国历史上第一位被弹劾的由人民选出的总统，同时也是1868年安德鲁·约翰逊弹劾案之后被弹劾的第二位美国总统。（安德鲁·约翰逊总统是当时的民選副总统，在1865年林肯总统被刺身亡后以第一顺位继承总统，因此并非人民选出的总统。此外理查德·尼克松也曾在1974年被提起弹劾，但他在众议院表决前就已经辞职）

## 参议院无罪宣判

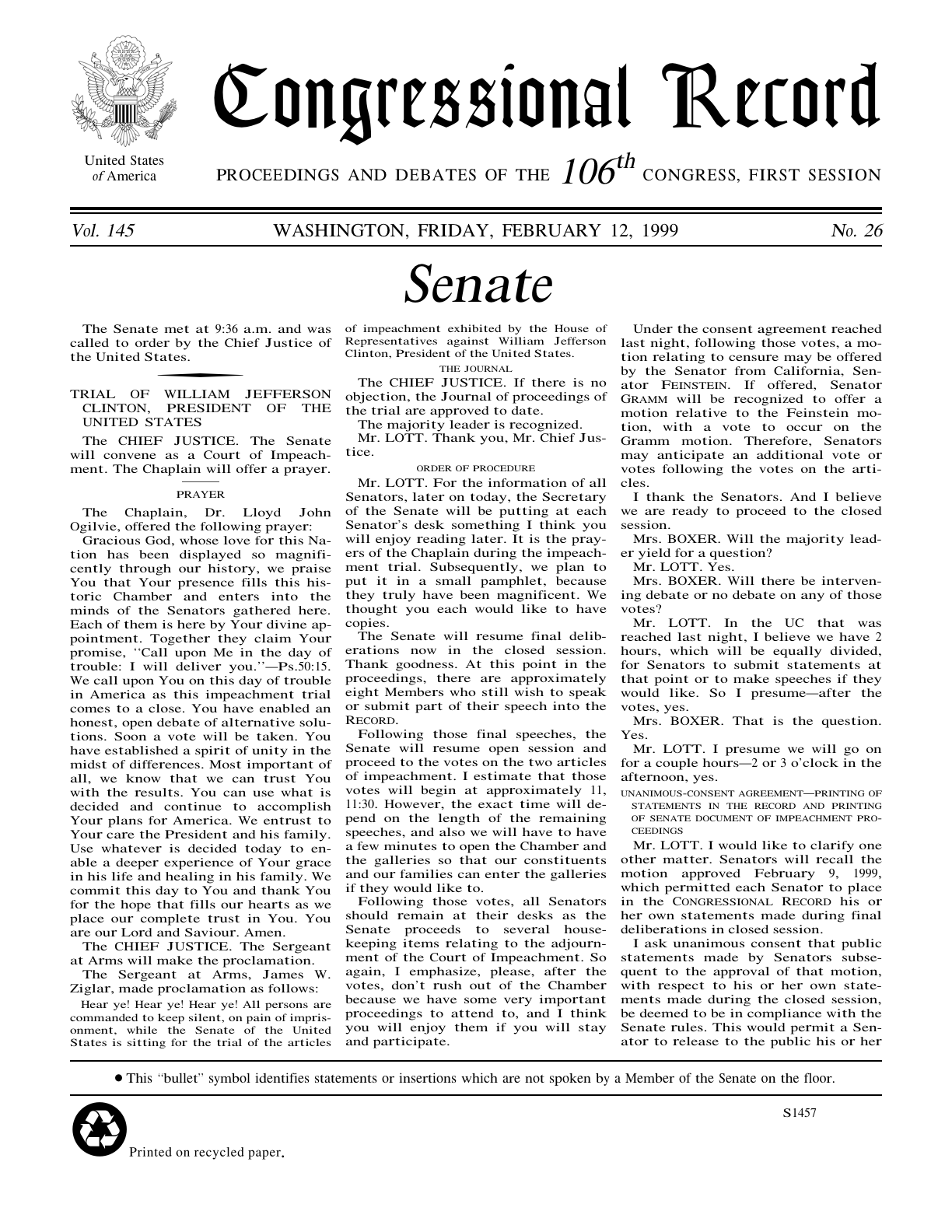
根据国会记录，对克林顿的审判于1999年2月12日结束。

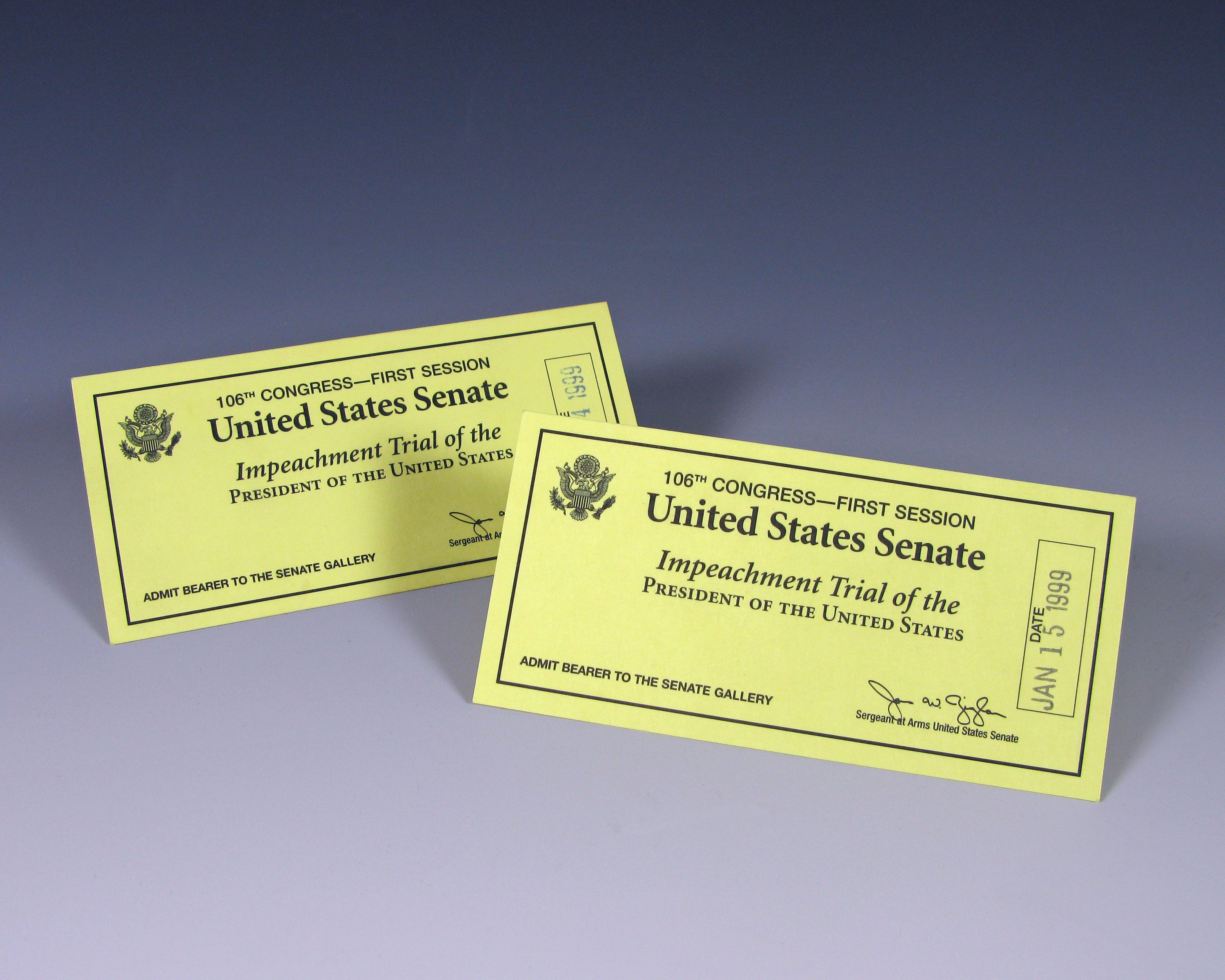
1999年1月14-15日期间，议员用以弹劾比尔·克林顿的票。

参议院的审判开始于1999年1月7日，由美国首席大法官威廉·伦奎斯特主持。第一天的会议有两项议程，第一项议程是正式提交对克林顿的指控，第二项是法官伦奎斯特在审判前的争论声中宣誓。 
13位来自司法委员会的众议院共和党员担任“检查干事”，他们相当于检察官： 
- 来自伊利诺斯州的主席亨利·海德
- 来自威斯康星州的吉姆·森森布伦特
- 来自佛罗里达州的比尔·麦考伦
- 来自宾西法尼亚州的乔治·耶卡斯
- 来自佛罗里达州的查尔斯·肯纳迪
- 来自印第安纳州的史蒂芬·拜叶尔
- 来自田纳西州的艾德·布莱恩特
- 来自俄亥俄州的史蒂芬·夏波
- 来自佐治亚州的鲍勃·巴尔
- 来自阿肯色州的亚撒·哈坎森
- 来自犹他州的克里斯·卡农
- 来自加利福尼亚州的詹姆斯·罗根
- 来自南卡罗来纳州的林赛·格拉汉姆

克林顿的辩护律师是谢丽尔·米尔斯。他的法律顾问团成员包括查尔斯·拉夫、大卫·肯德尔、戴尔·邦普斯、布鲁斯·林赛、尼古拉·塞利格曼、兰尼·布洛伊尔以及乔治·克雷格。
关于审判的规则和程序的决议在第二天获得一致通过，但参议员们就是否在审判中传唤证人提出质疑。审判因此休会，而由众议院（1月11日）和克林顿（1月13日）提出简报。
检查干事在1月14日至16日三天时间内呈案，并讨论这个案件的事实和背景。对于弹劾信（包括去年八月克林顿在大陪审团上所呈证词的录像摘录；关于涉及伪证，妨碍司法公正的相关法律的解读和运用）和有关总统因伪证和妨碍司法公正而被弹劾的论据，也进行了详尽而充分的讨论 。辩护于1月19日至21日进行。克林顿的辩护律师认为，克林顿的大陪审团证词中有太多的矛盾，因而不足成为一个典型的伪证案例，而总统的调查和弹劾也深受党派政治偏见的影响，但总统的支持率依然超过70%表示他的执政能力并未受丑闻事件的削弱，检查干事们最终提出的一个未经证实的详尽案例达不到构成罢免的法律基础。 1月22日至23日专门用来解答从参议院成员到众议院检查干事，包括克林顿的辩护律师所提出的问题。根据审判规则，所有的问题（超过150个）都被写了下来，通过伦奎斯特法官宣读给那些被质疑的对象。
1月25日，来自西维吉尼亚州的罗伯特·伯德提议驳回缺乏价值的弹劾信，第二天，莱普·布莱恩特继续提议，希望在审判中召唤证人，而在这之前参议院已谨慎地绕过此问题。就这两个提议，参议院决定在闭门会议，而不是通过公共电视直播的形式投票。1月27日，参议院在公开会议上对上述两个提议进行了投票。以56票反对和44票赞成的投票结果否决了第一项提议，而莱普·布莱恩特却以同样的票选差额通过。（在上述两种情况下，来自威斯康辛州的拉斯·法因戈德是唯一跨越政党路线的议员）。一天后，参议院投票否决了撤销弹劾信和禁止公开发布证人的录像口供的提议，法因戈德再次投票支持共和党。
在2月1日至3日的三天时间里，众议院的检查干事已把从莱文斯基,克林顿的朋友弗农·乔丹以及白宫助手悉尼·布鲁门萨尔那里得到的录像作为非公开的口供证据。然而在2月4日，参议院70对30的投票结果表明，这些录像已经足够作为证据，并不需要证人亲自出现在法庭上。2月6日这些录像在众议院会议上放映，录像主要由30段录像片段组成，其中包括莱文斯基谈论她在琼斯案中的宣誓书，藏匿克林顿所赠小礼物，以及克林顿参与帮助莱文斯基谋职的事情。 
2月8日，在参议院审判辩论的最后一天，每方进行三小时的陈述。代表总统的白宫顾问查尔斯·拉夫说，“现在只有一个问题摆在你们面前，虽然它是个困难的问题，但却涉及事实，法律和宪法理论。让总统继续执政是否会使民众失去其行为的自由？暂且把党派之争放在一边，如果你可以毫不夸张地说，它不会，因为在克林顿的执政期间民众的行为自由并未受到损害，那你就必须投票支持无罪释放。
首席公诉人亨利·海德对此反驳道：“未能给总统定罪，会使违背就职宣言这样一种讨厌的而应该避免的行为看起来不那么严重。只要你是总统，违反就职宣言就成为一种违反了礼节的行为。现在让我们所有人从历史的荣誉出发，发挥我们的作用，噢，是的，秉公办事。”
2月9日，在投票否决了公开审议的提议之后，参议院开始了闭门会议。2月12日，参议院结束闭门会议，开始就弹劾信进行投票。如果赞同票数达到三分之二，也就是67票，总统就会被定罪而且被免职。伪证罪最后以55票反对，45票赞成的结果被否决。（来自宾夕法尼亚州的参议员阿伦·斯佩克特投“证据不足”票，被首席大法官伦奎斯特认为是投无罪票。）“妨碍司法”的指控以50票反对，50票赞成也被否决。

### 投票结果
伪证罪以45票“有罪”（全部来自共和党）对55票“无罪”（45位民主党人和10位共和党人）遭到否决。妨碍司法公正罪以50票“有罪”（全部为共和党人）对50票“无罪”（45位民主党人和5位共和党人）同样遭到否决。而两项决议均需要达到三分之二多数（67票）才能认定有罪。
以下为具体的投票结果：
| 所属州       | 议员                     | 所属党 | 伪证罪   | 妨碍司法公正罪 |
| ------------ | ------------------------ | ------ | -------- | -------------- |
| 密西根州     | 斯賓塞·亞伯拉罕          | 共和党 | 有罪     | 有罪           |
| 夏威夷州     | 丹尼尔·阿卡卡            | 民主党 | 无罪     | 无罪           |
| 科罗拉多州   | 韋恩·艾拉德              | 共和党 | 有罪     | 有罪           |
| 密苏里州     | 约翰·阿什克罗夫特        | 共和党 | 有罪     | 有罪           |
| 蒙大拿州     | 麦克斯·鲍克斯            | 民主党 | 无罪     | 无罪           |
| 印第安纳州   | 埃文·贝赫                | 民主党 | 无罪     | 无罪           |
| 犹他州       | 罗伯特·班尼特            | 共和党 | 有罪     | 有罪           |
| 特拉华州     | 喬·拜登                  | 民主党 | 无罪     | 无罪           |
| 新墨西哥州   | 傑夫·賓格曼              | 民主党 | 无罪     | 无罪           |
| 密苏里州     | 基特·邦德                | 共和党 | 有罪     | 有罪           |
| 加利福尼亚州 | 芭芭拉·柏克瑟            | 民主党 | 无罪     | 无罪           |
| 路易斯安那州 | 約翰·布里克斯            | 民主党 | 无罪     | 无罪           |
| 堪萨斯州     | 萨姆·布朗巴克            | 共和党 | 有罪     | 有罪           |
| 内华达州     | 理查德·布萊恩            | 民主党 | 无罪     | 无罪           |
| 肯塔基州     | 吉姆·邦寧                | 共和党 | 有罪     | 有罪           |
| 蒙大拿州     | 康拉德·伯恩斯            | 共和党 | 有罪     | 有罪           |
| 西维吉尼亚州 | 羅伯特·伯德              | 民主党 | 无罪     | 无罪           |
| 科罗拉多州   | 本·奈特霍斯·坎贝尔       | 共和党 | 有罪     | 有罪           |
| 罗德岛州     | 约翰·查菲                | 共和党 | 无罪     | 无罪           |
| 乔治亚州     | 马克斯·克莱兰            | 民主党 | 无罪     | 无罪           |
| 密西西比州   | 泰德·柯克蘭              | 共和党 | 有罪     | 有罪           |
| 缅因州       | 蘇珊·柯琳絲              | 共和党 | 无罪     | 无罪           |
| 北达科他州   | 肯特·康拉德              | 民主党 | 无罪     | 无罪           |
| 乔治亚州     | 保羅·科弗代爾            | 共和党 | 有罪     | 有罪           |
| 爱达荷州     | 拉里·克萊格              | 共和党 | 有罪     | 有罪           |
| 爱达荷州     | 麥克·柯瑞柏              | 共和党 | 有罪     | 有罪           |
| 南达科他州   | 汤姆·达施勒              | 民主党 | 无罪     | 无罪           |
| 俄亥俄州     | 麥克·德文                | 共和党 | 有罪     | 有罪           |
| 康涅狄克州   | 克里斯多夫·杜德          | 民主党 | 无罪     | 无罪           |
| 北达科他州   | 拜倫·多甘                | 民主党 | 无罪     | 无罪           |
| 新墨西哥州   | 皮特·多梅尼奇            | 共和党 | 有罪     | 有罪           |
| 伊利诺伊州   | 迪克·德賓                | 民主党 | 无罪     | 无罪           |
| 北卡罗来纳州 | 约翰·爱德华兹            | 民主党 | 无罪     | 无罪           |
| 怀俄明州     | 麥克·恩齊                | 共和党 | 有罪     | 有罪           |
| 威斯康辛州   | 拉斯·芬格爾德            | 民主党 | 无罪     | 无罪           |
| 加利福尼亚州 | 黛安·范士丹              | 民主党 | 无罪     | 无罪           |
| 伊利诺伊州   | 彼得·費茲傑羅            | 共和党 | 有罪     | 有罪           |
| 田纳西州     | 比爾·弗利斯特            | 共和党 | 有罪     | 有罪           |
| 华盛顿州     | 斯雷德·戈登              | 共和党 | 无罪     | 有罪           |
| 弗罗里达州   | 鮑柏·葛拉漢              | 民主党 | 无罪     | 无罪           |
| 德克萨斯州   | 菲爾·格拉姆              | 共和党 | 有罪     | 有罪           |
| 明尼苏达州   | 羅德·格拉姆斯            | 共和党 | 有罪     | 有罪           |
| 爱荷华州     | 查克·葛雷斯利            | 共和党 | 有罪     | 有罪           |
| 新罕布什尔州 | 贾德·克雷格              | 共和党 | 有罪     | 有罪           |
| 内布拉斯加州 | 查克·哈格尔              | 共和党 | 有罪     | 有罪           |
| 爱荷华州     | 湯姆·哈金                | 民主党 | 无罪     | 无罪           |
| 犹他州       | 奧林·哈奇                | 共和党 | 有罪     | 有罪           |
| 北卡罗来纳州 | 傑西·亞歷山大·赫爾姆斯   | 共和党 | 有罪     | 有罪           |
| 南卡罗来纳州 | 弗里茨·霍林斯            | 民主党 | 无罪     | 无罪           |
| 阿肯色州     | 蒂姆·哈钦森              | 共和党 | 有罪     | 有罪           |
| 德克萨斯州   | 凱·貝利·哈奇森           | 共和党 | 有罪     | 有罪           |
| 俄克拉荷马州 | 吉姆·英霍夫              | 共和党 | 有罪     | 有罪           |
| 夏威夷州     | 丹尼爾·井上              | 民主党 | 无罪     | 无罪           |
| 佛蒙特州     | 吉姆·杰福兹              | 共和党 | 无罪     | 无罪           |
| 南达科他州   | 提姆·約翰遜              | 民主党 | 无罪     | 无罪           |
| 马萨诸塞州   | 泰德·肯尼迪              | 民主党 | 无罪     | 无罪           |
| 内布拉斯加州 | 巴伯·凱瑞                | 民主党 | 无罪     | 无罪           |
| 马萨诸塞州   | 約翰·克里                | 民主党 | 无罪     | 无罪           |
| 威斯康辛州   | 赫伯·科爾                | 民主党 | 无罪     | 无罪           |
| 亚利桑那州   | 瓊·凱爾                  | 共和党 | 有罪     | 有罪           |
| 路易斯安那州 | 玛丽·兰德鲁              | 民主党 | 无罪     | 无罪           |
| 新泽西州     | 弗兰克·劳滕伯格          | 民主党 | 无罪     | 无罪           |
| 佛蒙特州     | 派屈克·萊希              | 民主党 | 无罪     | 无罪           |
| 密西根州     | 卡爾·列文                | 民主党 | 无罪     | 无罪           |
| 康涅狄格州   | 喬·李伯曼                | 民主党 | 无罪     | 无罪           |
| 阿肯色州     | 布蘭琪·林肯              | 民主党 | 无罪     | 无罪           |
| 密西西比州   | 特倫特·洛特              | 共和党 | 有罪     | 有罪           |
| 印第安纳州   | 理查德·盧加爾            | 共和党 | 有罪     | 有罪           |
| 弗罗里达州   | 康尼·馬克三世            | 共和党 | 有罪     | 有罪           |
| 亚利桑那州   | 約翰·麥凱恩              | 共和党 | 有罪     | 有罪           |
| 肯塔基州     | 米奇·麥康諾              | 共和党 | 有罪     | 有罪           |
| 马里兰州     | 芭芭拉·米庫斯基          | 民主党 | 无罪     | 无罪           |
| 纽约州       | 丹尼尔·帕特里克·莫伊尼汉 | 民主党 | 无罪     | 无罪           |
| 阿拉斯加州   | 法蘭克·穆考斯基          | 共和党 | 有罪     | 有罪           |
| 华盛顿州     | 派蒂·莫瑞                | 民主党 | 无罪     | 无罪           |
| 俄克拉荷马州 | 唐·尼科尔斯              | 共和党 | 有罪     | 有罪           |
| 罗德岛州     | 杰克·里德                | 民主党 | 无罪     | 无罪           |
| 内华达州     | 哈利·瑞德                | 民主党 | 无罪     | 无罪           |
| 维吉尼亚州   | 查爾斯·羅布              | 民主党 | 无罪     | 无罪           |
| 堪萨斯州     | 派特·羅伯茲              | 共和党 | 有罪     | 有罪           |
| 西维吉尼亚州 | 傑伊·洛克斐勒            | 民主党 | 无罪     | 无罪           |
| 特拉华州     | 小威廉·V·羅斯            | 共和党 | 无罪     | 无罪           |
| 宾夕法尼亚州 | 里克·桑托勒姆            | 共和党 | 有罪     | 有罪           |
| 马里兰州     | 保羅·薩班斯              | 民主党 | 无罪     | 无罪           |
| 纽约州       | 查克·舒默                | 民主党 | 无罪     | 无罪           |
| 阿拉巴马州   | 傑夫·塞申斯              | 共和党 | 有罪     | 有罪           |
| 阿拉巴马州   | 理查·謝爾比              | 共和党 | 无罪     | 有罪           |
| 新罕布什尔州 | 罗伯特·C·史密斯          | 共和党 | 有罪     | 有罪           |
| 俄勒冈州     | 戈登·H·史密斯            | 共和党 | 有罪     | 有罪           |
| 缅因州       | 奧林匹亞·史諾            | 共和党 | 无罪     | 无罪           |
| 宾夕法尼亚州 | 阿倫·斯佩克特            | 共和党 | 证据不足 | 证据不足       |
| 阿拉斯加州   | 泰德·史蒂芬              | 共和党 | 无罪     | 有罪           |
| 怀俄明州     | 克雷格·L·托馬斯          | 共和党 | 有罪     | 有罪           |
| 田纳西州     | 弗雷德·汤普森            | 共和党 | 无罪     | 有罪           |
| 南卡罗来纳州 | 斯特罗姆·瑟蒙德          | 共和党 | 有罪     | 有罪           |
| 新泽西州     | 羅伯特·托里切利          | 民主党 | 无罪     | 无罪           |
| 维吉尼亚州   | 約翰·華納                | 共和党 | 无罪     | 有罪           |
| 俄亥俄州     | 喬治·沃伊諾維奇          | 共和党 | 无罪     | 有罪           |
| 明尼苏达州   | 保羅·威斯頓              | 民主党 | 无罪     | 无罪           |
| 俄勒冈州     | 榮·懷登                  | 民主党 | 无罪     | 无罪           |

## 结果

### 蔑视法庭
1999年4月，被参议院宣判无罪大约两个月后，克林顿被美国联邦地方法院法官苏珊·韦伯·赖特传讯为他的“故意失败”而服从她的三令五申，如实作证普拉·琼斯提出的性骚扰诉讼为民事藐视法庭。对于这次传讯，克林顿被判定90,000美元的罚款，此事被送交阿肯色州最高法院判定是否应给予纪律处分。
关于1998年1月17日克林顿宣誓证词，法官写道： 
“简单地说，总统的关于他是否与（莫妮卡）莱温斯基女士独处过的宣誓证词是故意造假，并且他的有关他是否与莱温斯基女士有过性关系的陈述，同样是故意造假......”
2001年1月，克林顿在卸任前一天，作为独立律师的停止调查协议的条件，他同意将他的阿肯色州律师执照吊销五年。在被吊销执照后，克林顿被自动从美国最高法院停职，然后他选择了辞职。

### 与普拉的和解
在最终审判之前，法院驳回普拉·琼斯提起的骚扰诉讼，理由是琼斯没有指出任何损害。然而，驳回上诉时，克林顿同意支付琼斯$ 850,000进行庭外和解。 

## 政治影响
在1998年和1999年初进行的民意调查显示，只有约三分之一的美国人支持克林顿的弹劾或定罪。然而一年后当众院弹劾明显不会导致的总统下台时，一半美国人在一项由CNN、《今日美国》、盖洛普进行的民调中表明他们支持弹劾，42％人反对参议院不罢免总统的决定。但是有批评指责主流媒体，在布什和戈尔的竞选活动于1999年开始后，歪曲事实，从而帮助得克萨斯州州长乔治·沃克·布什赢得2000年总统大选。作为“报告的准确性和公平性（FAIR）”组织的两位评论员，彼得·哈特和吉姆·纳莱卡斯，把媒体称为“一群言过其实者”，并指出多家媒体不断夸大对戈尔的批评，如声称戈尔谈到他在佛罗里达州萨拉索塔的一个拥挤的科学课堂上的讲话是说谎。而在某些事件上却掩护布什，如布什在2000年10月与戈尔的第二次辩论中严重夸大了他在德克萨斯州年度预算中，保证给予无保险人员的钱款。在2000年4月专栏作家罗伯特·佩里在“华盛顿月刊”中指出，一些媒体夸大了戈尔1999年11月30日在新罕布什尔州康科德的竞选演说，戈尔声称他在纽约州尼亚加拉大瀑布市“发现”爱河社区，而事实上期间他只声称他再次“找到”了因化学污染而在1978年被完全疏散的爱河社区。 滚石专栏作家埃里克·伯乐特也认为，早在1999年7月22日媒体就夸大了对戈尔的批评 ，当时戈尔身为环保主义者，却为了照相而让朋友将5亿加仑的水放到一条干涸的河中以帮助使他的船保持飘流，然而媒体夸大了被注入的水实际总量，并声称注水量为40亿加仑。
虽然克林顿的工作认同评级在莱温斯基丑闻以及随后的弹劾期间上升，关于他的诚实，正直和道德品质的问题民调数字却在下降。因此，“道德品性”和“诚信”在紧接着的总统选举中变得分量更重。据普林斯顿日报报道，2000年总统大选后，“选举后的民意调查发现，在经历了克林顿时代的丑闻后，人们选择投票给布什的一个很重要的理由是他的品德。”根据美国斯坦福大学对选举分析：从政治上说，戈尔的竞选团队选择否认克林顿总统的人格，严重威胁到副总统的前景。在选举过程中，民众认为克林顿政府在道义上已经走上一条错误的道路，这点不但会体现在国内经济中，也会体现在国际事务上。据一些业内人士，任何试图将戈尔和克林顿联系起来的举动都会降低民众对他的支持度——克林顿的个人负面的影响会超过戈尔的工作表现所产生的积极的影响。因此，假设四表明，选举前的这个始料未及的变数——对总统的个人认可在2000年的大选中发挥了重要作用。”
然而斯坦福的分析同时也带来了不同的理论，他们认为，戈尔落选是因为他决定自己在竞选期间远离克林顿。作者点评道：“我们发现，戈尔常被人诟病的个性并不是他表现不佳的原因。相反，主要的原因是由于克林顿政府的表现使他未能获得任何优势。”
据美国未来基金会：“在克林顿丑闻之后，独立人士促使布什的承诺“恢复白宫的荣誉和尊严”。根据选民新闻服务，选民最关心的个人素质是“诚实”。选择“诚实”的选民中选布什的人数超过选戈尔人数的4倍。44％的美国人说，克林顿丑闻影响了他们的投票。这其中布什获得了四分之三的支持。
然而政治评论家认为，戈尔拒绝与克林顿团队接触的决定相较于克林顿丑闻而言对他更为不利。然而，国会选举中民主党在国会中获得更多的席位，眾议院取得較多議席，参议院由於两党取得相同議席，控制权由两党平分（副總統擁有關鍵的一票，因此布殊總統上任後，共和黨再次控制），并且在共和党参议员吉姆·杰福兹2001年6月退出共和党并同意加入民主党党團后，民主党短暫获得参议院的多数席位，直至2002年中期選舉共和黨再次控制參眾兩院。
据报道，戈尔在选举后面对克林顿时曾“试图解释在竞选期间与克林顿保持距离是明智的，这一行为拉拢了很多举棋不定，却对莱文斯基丑闻耿耿于怀的选民。”据美联社报道，“在长达一小时的单独会议中，戈尔异常尖锐的言辞指责克林顿，认为他的性绯闻和较低的个人支持率，是他在竞选中无法克服的障碍...争论的核心是克林顿在他与白宫实习生莱文斯基有染一事中对戈尔和整个国家说了谎。”然而，克林顿对戈尔的说法不服，并坚持如果戈尔能更好地利用前政府团队和克林顿的经济成绩，他会在大选中获胜。